# Пальмникенская трагедия
«Пальмникенская трагедия» (англ. The Palmnicken Tragedy) — документальный фильм 2022 года, снятый режиссёром Андреем Проскуряковым.
Премьера состоялась на Шанхайском кинофестивале.

## Сюжет
В ночь на 31 января 1945 года в городе Пальмникен в Восточной Пруссии (ныне посёлок Янтарный Калининградской области, Россия) нацисты расстреляли на берегу Балтийского моря около 3000 узников концентрационного лагеря Штуттгоф, в основном женщин и девочек-подростков.
В 1965 году единственный человек, обвинённый в зверствах, Фриц Вебер, обершарфюрер СС, покончил с собой, находясь под стражей.
Три главных героя фильма — Мартин Бергау, который в свои 16 лет был членом гитлерюгенда в феврале 1945 года; Гюнтер Нитцш, американский писатель немецкого происхождения; и Симха Коплович, сын выжившей заключённой Шевы Коплович — вспоминают эту историю на глазах у зрителя.

## Награды и номинации
- Арлингтонский международный кинофестиваль[англ.] — Лучший документальный фильм (2023)[6][7][8]

## Восприятие
На стадии съёмок поддержку проекту выразил Михаил Ширвиндт.
Автор журнала The Arts Fuse Питер Кио сравнивает фильм Проскурякова с работами Клода Ланцмана.